# Cirrhilabrus katoi
 Cirrhilabrus katoi és una espècie de peix de la família dels làbrids i de l'ordre dels perciformes.

## Morfologia
Els mascles poden assolir els 7,5 cm de longitud total.

## Distribució geogràfica
Es troba al Japó.